# Верхнекалинов
Верхнекали́нов — хутор в Константиновском районе Ростовской области России.
Входит в Почтовское сельское поселение.

## Население
| 2010 |
| ---- |
| 12   |

## Улицы
На хуторе имеется одна улица: Ключевая.